# شهرستان کامبرلند (مین)
شهرستان کامبرلند واقع در ایالت مین است. جمعیت این شهرستان بر اساس سرشماری سال ۲۰۱۰ آمریکا ۲۸۱۶۷۴ نفر گزارش شده‌است. مرکز شهرستان کامبرلند شهر پورتلند است.این شهرستان در تاریخ ۱ نوامبر ۱۷۶۰ از بخش‌هایی از شهرستان یورک و ماساچوست تشکیل شد و بعدها به افتخار پرنس ویلیام، دوک کامبرلند، فرزند شاه جرج دوم کامبرلند نامیده شد.